# Evgenija Radanova
Evgenija Radanova (bugarski: Евгения Раданова, Sofija, 4. studenoga 1977.) bila je bugarska sportašica u brzome klizanju na kratkim stazama i biciklizmu, koja je sudjelovala na Ljetnim i zimskim olimpijskim igrama. 
Bila je svjetska rekorderka u brzome klizanju na kratkim stazama na 500 metara s rezultatom 43.671, a postavljen je u Calgaryiju u Kanadi, 19. listopada 2001. godine. Na Zimskim olimpijskim igrama u Salt Lake Cityju 2002., osvojila je srebrnu medalju na istoj udaljenosti i broncu na 1500 m. Na Ljetnim olimpijskim igrama u Ateni 2004., sudjelovala je u biciklizmu. Na Zimskim olimpijskim igrama u Vancouveru 2010. na 500 m osvojila je 7. mjesto.
Trenirala je u Italiji jedno vrijeme, a većinu karijere provela je u sportskom klubu Slavija Sofija i Nacionalnoj sportskoj akademiji u Sofiji. U Akademiji je studirala teoriju treninga. Radanova je bila ozbiljno ozlijeđena najmanje dva puta, ali je nadvladala ozljede i vratila se natjecanjima. U kolovozu 2014. godine, Radanova je bila privremeno izabrana za bugarsku ministricu za mladež i sport, kao dio vlade premijera Georgija Bliznashkija.